# Elecciones estatales en Hidalgo de 1999
Las elecciones estatales de Hidalgo de 1999 se llevaron a cabo en dos jornadas electorales, la primera tuvo lugar el domingo 21 de febrero de 1999, y en ellas se renovaron los siguientes cargos de elección popular en el estado mexicano de Hidalgo:
- Gobernador de Hidalgo. Titular del Poder Ejecutivo del estado, electo para un periodo de seis años no reelegibles en ningún caso, el candidato electo fue Manuel Ángel Núñez Soto.
- 18 Diputados al Congreso del Estado. Electos por mayoría relativa en cada uno de los Distrito Electorales.

Y la segunda jornada electoral 1999-2000 tuvo lugar el 14 de noviembre de 1999 y en ella fueron elegidos, en qué se eligió:
- 84 ayuntamientos. Compuestos por un Presidente Municipal y regidores, electos para un periodo de tres años no reelegibles para el periodo inmediato.

## Resultados electorales

### Gobernador
|  | 30.49 % |

|  | 50.92 % |

|  | 13.82 % |

|  | 4.7 % |

|  | 100 % |

### Ayuntamientos
| Partido/Alianza                                 | Partido/Alianza                      | Municipios |
| ----------------------------------------------- | ------------------------------------ | ---------- |
|                                                 | PAN-PVEM                             | 9          |
|                                                 | Partido Revolucionario Institucional | 65         |
|                                                 | PRD, PT y PARM                       | 10         |
| Fuente: Instituto Estatal Electoral de Hidalgo. |                                      |            |

#### Ayuntamiento de Pachuca
- José Antonio Tellería Beltrán  Hecho